# 17 Carat
17 Carat es el debut extendido de la boyband surcoreana SEVENTEEN. El miniálbum fue publicado el 29 de mayo de 2015 por Pledis Entertainment y distribuido por LOEN Entertainment. Contiene 5 canciones, teniendo de pista principal Adore U, que fue publicado el 26 de mayo del 2015 (3 días antes del lanzamiento oficial del miniálbum completo) nuevamente por Pledis Entertainment.

## Contenido
El miniálbum incluye cinco pistas escritas, coescritas y coproducidas por los miembros de SEVENTEEN. De acuerdo a sus propias palabras, la lista de canciones fueron seleccionadas con el propósito de reflejar el concepto de "pasión juvenil".
El miniálbum cuenta con dos versiones físicas: El diseño de la primera versión es de color negro y la segunda versión es de color blanco. Ambas incluyen, además del CD, una hoja de letras.

## Sencillo
"Adore U" es el sencillo del miniálbum. Fue escrito por Woozi, S. Coups, y Yeon Dong-geon. "Adore U” es una canción de pop-funk sobre un chico adolescente que se aventura a través del amor. 
Marca el principio de la trilogía de sencillos Adore U, Mansae y Pretty U sobre un chico cayendo enamorado y preguntando acerca de una chica. La pista fue compuesta y arreglada por Woozi, Bumzu, y Yeon Dong-geon. El vídeo de musical para el solo fue lanzado el 29 de mayo de 2015 y estuvo dirigido por Dee Shin.
La coreografía de la canción estuvo a cargo de Hoshi, líder de la unidad de Performance dentro del grupo. En sus palabras, quiso "contar una historia haciendo énfasis en la fuerza de cada miembro en escena".
Deade su lanzamiento, el sencillo ha vendido más de 38 000 copias digitales y llegó a la posición #13 en Billboard US World Chart.

## Listado de canciones
| 17 Carat |                    |                                              |                               |          |  |
| N.º      | Título             | Escritor(es)                                 | Productor(es)                 | Duración |  |
| 1.       | «Shining Diamond»  | Woozi, S.Coups, Vernon, Kim Min-Jeong        | Woozi, MasterKey, Rishi       | 3:24     |  |
| 2.       | «아낀다» (Adore U) | Woozi, S. Coups, Vernon, Bumzu               | Woozi, Bumzu, Yeong Dong-Geon | 3:07     |  |
| 3.       | «Ah Yeah»          | Woozi, S. Coups, Wonwoo, Kim Min-Gyu, Vernon | Cream Doughnut, Rishi         | 3:29     |  |
| 4.       | «Jam Jam»          | Woozi, Hoshi, Dino, Vernon                   | Woozi, Cream Doughnut         | 3:25     |  |
| 5.       | «20»               | Woozi, Dong Ne-Hyeong                        | Woozi, Won Yeong-Heon         | 3:23     |  |
| 16:48    |                    |                                              |                               |          |  |